# Klan Imagawa

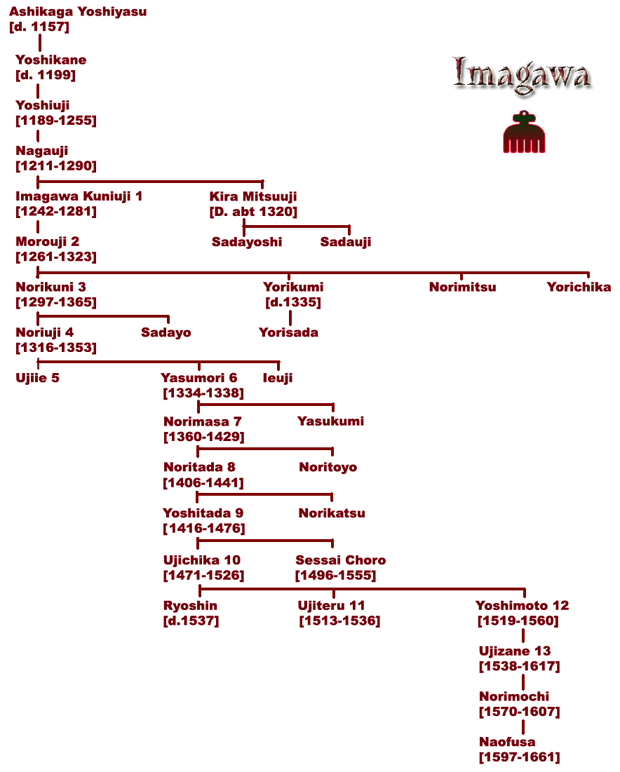
Rodokmen klanu Imagawa

Klan Imagawa (jap .: 今川氏, Imagawa-ši) pocházel od Císaře Seiwa (850-880) a je větví klanu Minamoto přes klan Ašikaga.
Kuniudži Ašikaga, vnuk Jošiudžia Ašikaga, prohlásil se v 13. století za vládce Imagawa (provincie Mikawa) a přijal toto jméno.
Norikuni Imagawa (1295-1384) dostal od svého bratrance šóguna Takadžia Ašikagi provincii Tótómo a později i provincii Suruga.
Po smrti Jošimota v bitvě u Okehazamy v roce 1560, mnoho služebníků klanu Imagawa přešlo k jiným klanem. Během deseti let klan ztratil všechny své državy, které získaly klany Tokugawa a Takeda. Imagawa se následně staly ceremoniály klanu Tokugawa.
Posloupnost vůdců klanu:
- Kuniudži
- Moroudži
- Norikuni
- Noriudži
- Udži
- Jasumori
- Norimasa
- Noritada
- Jošitada
- Udžičika
- Udžiteru
- Jošimoto
- Udžizane